# Kierunki lotów Lufthansy
Lista portów lotniczych, do których lata Lufthansa oraz jej partnerzy.

## Afryka
- Algieria
  - Algier (Port lotniczy Algier)
- Angola
  - Luanda (Port lotniczy Luanda)
- Egipt
  - Kair (Port lotniczy Kair)
- Etiopia
  - Addis Abeba (Port lotniczy Addis Abeba)
- Ghana
  - Akra (Port lotniczy Akra)
- Gwinea Równikowa
  - Malabo (Port lotniczy Malabo)
- Kenia
  - Mombasa (Port lotniczy Mombasa-Moi)
  - Nairobi (Port lotniczy Jomo Kenyatta)
- Libia
  - Trypolis (Port lotniczy Trypolis-Mitiga)
- Maroko
  - Casablanca (Port lotniczy Casablanca)
  - Marrakesz (Port lotniczy Marrakesz-Menara)
- Mauritius
  - Mauritius (Port lotniczy Mauritius)
- Nigeria
  - Abudża (Port lotniczy Abudża)
  - Lagos (Port lotniczy Lagos)
  - Port Harcourt (port lotniczy Port Harcourt)
- Południowa Afryka
  - Kapsztad (Port lotniczy Kapsztad) sezonowe
  - Johannesburg (Port lotniczy Johannesburg)
- Tunezja
  - Tunis (Port lotniczy Tunis)

## Ameryka Północna
- Kanada
  - Calgary (Port lotniczy Calgary)
  - Montreal (Port lotniczy Montreal-Pierre Elliott Trudeau)
  - Toronto (Port lotniczy Toronto-Lester B. Pearson)
  - Vancouver (Port lotniczy Vancouver)
- Meksyk
  - Miasto Meksyk (Port lotniczy Meksyk-Benito Juarez)
- Stany Zjednoczone
  - Atlanta (Port lotniczy Atlanta – Hartsfield-Jackson)
  - Boston (Port lotniczy Boston)
  - Charlotte (Port lotniczy Charlotte)
  - Chicago (Port lotniczy Chicago-O’Hare)
  - Dallas (Port lotniczy Dallas-Fort Worth)
  - Denver (Port lotniczy Denver)
  - Detroit (Port lotniczy Detroit)
  - Houston (Port lotniczy Houston-George Bush)
  - Los Angeles (Port lotniczy Los Angeles)
  - Miami (Port lotniczy Miami)
  - Newark (Port lotniczy Newark-Liberty)
  - Nowy Jork (Port lotniczy Johna F. Kennedy’ego)
  - Orlando (Port lotniczy Orlando)
  - Filadelfia (Port lotniczy Filadelfia)
  - San Francisco (Port lotniczy San Francisco)
  - Seattle (Port lotniczy Seattle-Tacoma)
  - Waszyngton (Port lotniczy Waszyngton-Dulles)

## Ameryka Południowa
- Argentyna
  - Buenos Aires (Port lotniczy Buenos Aires-Ezeiza)
- Brazylia
  - São Paulo (Port lotniczy São Paulo-Guarulhos)
- Kolumbia
  - Bogota (Port lotniczy Bogota-El Dorado)
- Wenezuela
  - Caracas (Port lotniczy Caracas)

## Azja

### Azja Centralna
- Kazachstan
  - Ałmaty (Port lotniczy Ałmaty)
  - Astana (Port lotniczy Nur-Sułtan)
- Turkmenistan
  - Aszchabad (Port lotniczy Aszchabad)
- Uzbekistan
  - Taszkent (Port lotniczy Taszkent)

### Azja Wschodnia
- Chiny
  - Pekin (Port lotniczy Pekin)
  - Hongkong (Port lotniczy Hongkong)
  - Guangzhou (Port lotniczy Guangzhou)
  - Nankin (Port lotniczy Nankin)
  - Szanghaj (Port lotniczy Szanghaj-Pudong)
- Japonia
  - Nagoja (Port lotniczy Nagoja-Chūbu)
  - Osaka (Port lotniczy Kansai)
  - Tokio (Port lotniczy Haneda)
  - Tokio (Port lotniczy Narita)
- Korea Południowa
  - Pusan (Port lotniczy Pusan-Kimhae)
  - Seul (Port lotniczy Seul-Inczon)

### Azja Południowa
- Indie
  - Bangalore (Port lotniczy Bengaluru)
  - Ćennaj (Port lotniczy Ćennaj)
  - Delhi (Port lotniczy Indira Gandhi)
  - Hajdarabad (Port lotniczy Hajdarabad)
  - Kolkata (Port lotniczy Kolkata)
  - Mumbaj (Port lotniczy Chhatrapati Shivaji)
  - Pune (Port lotniczy Pune)

### Azja Południowo-Wschodnia
- Indonezja
  - Dżakarta (Port lotniczy Dżakarta-Soekarno-Hatta)
- Malezja
  - Kuala Lumpur (Port lotniczy Kuala Lumpur)
- Singapur
  - Singapur (Singapore Changi Airport)
- Tajlandia
  - Bangkok (Port lotniczy Bangkok-Suvarnabhumi)
- Wietnam
  - Ho Chi Minh (Port lotniczy Tân Sơn Nhất)

### Bliski Wschód
- Azerbejdżan
  - Baku (Port lotniczy Baku)
- Bahrajn
  - Manama (Port lotniczy Bahrajn)
- Cypr
  - Larnaka (Port lotniczy Larnaka)
- Gruzja
  - Tbilisi (Port lotniczy Tbilisi)
- Irak
  - Arbela (Port lotniczy Arbela)
- Iran
  - Teheran (Port lotniczy Teheran-Imam Khomeini) (wznowiony od 1 kwartału 2025 roku)[1]
- Izrael
  - Tel Awiw-Jafa (Port lotniczy Ben Guriona)
- Jordania
  - Amman (Port lotniczy Amman)
- Kuwejt
  - Kuwejt (Port lotniczy Kuwejt)
- Liban
  - Bejrut (Port lotniczy Bejrut) (wznowiony od 1 kwartału 2025 roku)[2]
- Oman
  - Maskat (Port lotniczy Maskat)
- Katar
  - Doha (Port lotniczy Hamad)
- Arabia Saudyjska
  - Ad-Dammam (Port lotniczy Dammam)
  - Dżudda (Port lotniczy Dżudda)
  - Rijad (Port lotniczy Rijad)
- Zjednoczone Emiraty Arabskie
  - Abu Zabi (Port lotniczy Abu Zabi)
  - Dubaj (Port lotniczy Dubaj)
- Jemen
  - Sana (Port lotniczy Sana)

## Europa
- Austria
  - Graz (Port lotniczy Graz)
  - Klagenfurt am Wörthersee (Port lotniczy Klagenfurt)
  - Linz (Port lotniczy Linz)
  - Wiedeń (Port lotniczy Wiedeń-Schwechat)
- Albania
  - Tirana (Port lotniczy Tirana)
- Białoruś
  - Mińsk (Port lotniczy Mińsk)
- Belgia
  - Bruksela (Port lotniczy Bruksela)
- Bośnia i Hercegowina
  - Sarajewo (Port lotniczy Sarajewo)
- Bułgaria
  - Sofia (Port lotniczy Sofia)
- Chorwacja
  - Dubrownik (Port lotniczy Dubrownik)
  - Split (Port lotniczy Split)
  - Zadar (Port lotniczy Zadar) sezonowo
  - Zagrzeb (Port lotniczy Zagrzeb)
- Czechy
  - Praga (Port lotniczy Praga im. Václava Havla)
- Dania
  - Kopenhaga (Port lotniczy Kopenhaga-Kastrup)
  - Billund (Port lotniczy Billund)
- Estonia
  - Tallinn (Port lotniczy Tallinn)
- Finlandia
  - Helsinki (Port lotniczy Helsinki-Vantaa)
- Francja
  - Bastia (Port lotniczy Bastia-Poretta)
  - Lyon (Port lotniczy Lyon-Saint-Exupéry)
  - Marsylia (Port lotniczy Marsylia)
  - Miluza (Port lotniczy EuroAirport Bazylea-Miluza-Fryburg)
  - Nicea (Port lotniczy Nicea-Lazurowe Wybrzeże)
  - Paryż (Port lotniczy Paryż-Roissy-Charles de Gaulle)
  - Tuluza (Port lotniczy Tuluza-Blagnac)
- Grecja
  - Ateny (Port lotniczy Ateny)
- Holandia
  - Amsterdam (Port lotniczy Amsterdam-Schiphol)
- Hiszpania
  - Barcelona (Port lotniczy Barcelona)
  - Bilbao (Port lotniczy Bilbao)
  - Ibiza (Port lotniczy Ibiza)
  - Madryt (Port lotniczy Madryt-Barajas)
  - Malaga (Port lotniczy Málaga)
  - Palma de Mallorca (Port lotniczy Palma de Mallorca)
  - Walencja (Port lotniczy Walencja)
- Irlandia
  - Dublin (Port lotniczy Dublin)
- Islandia
  - Reykjavík (Port lotniczy Reykjavík) sezonowo
- Łotwa
  - Ryga (Port lotniczy Ryga)
- Litwa
  - Wilno (Port lotniczy Wilno)
- Luksemburg
  - Luksemburg (Port lotniczy Luksemburg)
- Malta
  - Malta (Port lotniczy Malta)
- Mołdawia
  - Kiszyniów (Port lotniczy Kiszyniów)
- Niemcy
  - Berlin (Port lotniczy Berlin-Brandenburg)
  - Brema (Port lotniczy Brema)
  - Kolonia/Bonn (Port lotniczy Kolonia/Bonn)
  - Drezno (Port lotniczy Drezno)
  - Dortmund (Port lotniczy Dortmund)
  - Düsseldorf (Port lotniczy Düsseldorf)
  - Frankfurt (Port lotniczy Frankfurt) Hub
  - Friedrichshafen (Port lotniczy Friedrichshafen)
  - Hamburg (Port lotniczy Hamburg)
  - Hanower (Port lotniczy Hanower)
  - Lipsk (Port lotniczy Lipsk/Halle)
  - Monachium (Port lotniczy Monachium) Hub
  - Münster/Osnabrück (Port lotniczy Münster/Osnabrück)
  - Norymberga (Port lotniczy Norymberga)
  - Paderborn (Port lotniczy Paderborn/Lippstadt)
  - Rostock (Port lotniczy Rostock-Laage)
  - Stuttgart (Port lotniczy Stuttgart)
  - Westerland (Port lotniczy Sylt) sezonowo
- Norwegia
  - Bergen (Port lotniczy Bergen-Flesland)
  - Oslo (Port lotniczy Oslo-Gardermoen)
  - Stavanger (Port lotniczy Stavanger)
  - Trondheim (Port lotniczy Trondheim-Værnes) sezonowo
- Polska
  - Bydgoszcz (Port lotniczy Bydgoszcz-Szwederowo) (od 27 kwietnia 2025 roku)
  - Gdańsk (Port lotniczy Gdańsk im. Lecha Wałęsy)
  - Katowice (Port lotniczy Katowice-Pyrzowice)
  - Kraków (Port lotniczy Kraków-Balice)
  - Lublin (Port lotniczy Lublin-Świdnik)
  - Poznań (Port lotniczy Poznań-Ławica)
  - Rzeszów (Port lotniczy Rzeszów-Jasionka)
  - Warszawa (Port lotniczy Warszawa-Okęcie)
  - Wrocław (Port lotniczy Wrocław)
- Portugalia
  - Faro (Port lotniczy Faro)
  - Lizbona (Port lotniczy Lizbona)
  - Porto (Port lotniczy Porto)
- Rumunia
  - Bukareszt (Port lotniczy Bukareszt-Otopeni)
  - Kluż-Napoka (Port lotniczy Kluż-Napoka)
  - Sybin (Port lotniczy Sybin)
  - Timișoara (Port lotniczy Timișoara)
- Rosja
  - Jekaterynburg (Port lotniczy Jekaterynburg)
  - Kazań (Port lotniczy Kazań)
  - Moskwa (Port lotniczy Moskwa-Domodiedowo)
  - Niżny Nowogród (Port lotniczy Niżny Nowogród)
  - Perm (Port lotniczy Perm)
  - Rostów nad Donem (Port lotniczy Rostów nad Donem)
  - Petersburg (Port lotniczy Petersburg-Pułkowo)
  - Samara (Port lotniczy Samara)
- Serbia
  - Belgrad (Port lotniczy Belgrad)
- Słowacja
  - Bratysława (Port lotniczy Bratysława)
- Szwecja
  - Göteborg (Port lotniczy Göteborg-Landvetter)
  - Sztokholm (Port lotniczy Sztokholm-Arlanda)
- Szwajcaria
  - Genewa (Port lotniczy Genewa-Cointrin)
  - Zurych (Port lotniczy Zurych-Kloten)
- Turcja
  - Ankara (Port lotniczy Ankara)
  - Antalya (Port lotniczy Antalya)
  - Bursa (Port lotniczy Bursa)
  - Stambuł (Port lotniczy Stambuł)
  - Izmir (Port lotniczy Izmir)
- Ukraina
  - Donieck (Port lotniczy Donieck) (zawieszony)[3]
  - Kijów (Port lotniczy Kijów-Boryspol)
  - Lwów (Port lotniczy Lwów)
- Węgry
  - Budapeszt (Port lotniczy Budapeszt im. Ferenca Liszta)
- Wielka Brytania
  - Birmingham
  - Edynburg (Port lotniczy Edynburg)
  - Inverness (Port lotniczy Inverness) sezonowo
  - Jersey (Port lotniczy Jersey) sezonowo
  - Londyn
    - (Port lotniczy Londyn-City)
    - (Port lotniczy Londyn-Heathrow)

  - Manchester (Port lotniczy Manchester)
  - Newquay (Port lotniczy Newquay) sezonowo
  - Newcastle (Port lotniczy Newcastle)
  - Edynburg (Port lotniczy Edynburg)
  - Belfast (Port lotniczy Belfast-International)
- Włochy
  - Ankona (Port lotniczy Ankona)
  - Bari (Port lotniczy Bari)
  - Bolonia (Port lotniczy Bolonia)
  - Cagliari (Port lotniczy Cagliari-Elmas)
  - Katania (Port lotniczy Katania-Fontanarossa)
  - Florencja (Port lotniczy Florencja-Peretola)
  - Genua (Port lotniczy Genua)
  - Mediolan
    - (Port lotniczy Mediolan-Linate)
    - (Port lotniczy Mediolan-Malpensa)

  - Neapol (Port lotniczy Neapol)
  - Olbia (Port lotniczy Olbia) sezonowo
  - Palermo (Port lotniczy Palermo)
  - Piza (Port lotniczy Piza)
  - Rzym (Port lotniczy Rzym-Fiumicino)
  - Triest (Port lotniczy Triest)
  - Turyn (Port lotniczy Turyn)
  - Wenecja (Port lotniczy Wenecja-Marco Polo)
  - Werona (Port lotniczy Werona)

## Poprzednie kierunki lotów
- Afryka
  - Algeria: Konstantyna
  - Demokratyczna Republika Konga: Kinszasa
  - Egipt: Aleksandria
  - Kamerun: Duala
  - Kenia: Nairobi
  - Maroko: Tanger
  - Mauritius
  - Namibia: Windhuk
  - Republika Zielonego Przylądka: Sal
  - Senegal: Dakar
  - Seszele
  - Tanzania: Dar es Salaam
  - Uganda: Entebbe
  - Wybrzeże Kości Słoniowej: Abidżan
  - Zimbwawe: Harare
- Azja
  - Armenia: Erywań
  - Chiny: Shenyang
  - Filipiny: Manila
  - Nepal: Katmandu
  - Irak: Bagdad
  - Pakistan: Karaczi, Lahaur
  - Syria: Damaszek
  - Tajwan: Tajpej
  - Wietnam: Hanoi
- Europa
  - Austria: Innsbruck, Salzburg
  - Czechy: Brno
  - Finlandia: Turku
  - Francja: Bordeaux, Lille, St. Tropez, Strasburg
  - Grecja: Heraklion, Saloniki
  - Hiszpania: Ibiza, Las Palmas
  - Niemcy: Augsburg, Berlin-Tegel, Dortmund, Heringsdorf, Kiel, Mannheim, Saarbrücken
  - Rosja: Nowosybirsk, Ufa, Saint Patersburg
  - Słowacja: Bratysława
  - Wielka Brytania: Bristol, Glasgow
  - Włochy: Elba
- Ameryka Południowa
  - Boliwia: La Paz
  - Brazylia: Rio de Janeiro
  - Chile: Santiago
  - Ekwador: Quito, Guayaquil
  - Paragwaj: Asuncion
  - Peru: Lima
  - Urugwaj: Montevideo
- Ameryka Północna
  - Meksyk: Monterrey
  - Stany Zjednoczone: Anchorage, Phoenix, Portland
- Ameryka Środkowa
  - Jamajka: Kingston
  - Portoryko: San Juan
- Oceania
  - Australia: Melbourne, Sydney
  - Nowa Zelandia: Auckland